# Iridinea
Iridinea is een geslacht van schimmels behorend tot de familie Calloriaceae.

## Soorten
Volgens Index Fungorum telt het geslacht twee soorten (januari 2022):
| Soortnaam         | Auteur(s) | Publicatiejaar |
| ----------------- | --------- | -------------- |
| Iridinea anserina | Velen.    | 1934           |
| Iridinea iridina  | Velen.    | 1934           |